# سفارة قبرص في فرنسا
سفارة قبرص في فرنسا هي أرفع تمثيل دبلوماسي لدولة قبرص لدى فرنسا. تقع السفارة في باريس وهي تهدف لتعزيز المصالح القبرصية في فرنسا.

## وصلات خارجية
- قائمة سفارات قبرص
- قائمة السفارات في فرنسا